# Saison 2 de Papa a un plan
Chronologie
Saison 1 Saison 3
Cet article présente le guide des épisodes de la deuxième saison de la série télévisée américaine Papa a un plan.

## Généralités
- Aux États-Unis, la saison a été diffusée du 2 novembre 2017 au 21 mai 2018 sur le réseau CBS.
- Au Canada, la saison a été diffusée en simultanée sur le réseau Global.
- En France, la saison a été diffusée du 12 juillet 2021 au 22 juillet 2021 sur la chaîne M6.

## Distribution

### Acteurs principaux
- Matt LeBlanc : Adam Burns
- Liza Snyder : Andi Burns
- Kevin Nealon : Don Burns
- Matt Cook : Lowell
- Grace Kaufman : Kate Burns
- Matthew McCann : Teddy Burns
- Hala Finley (en) : Emme Burns

### Acteurs récurrents
- Kali Rocha : Marcy Burns
- Valerie Harper : mère d'Adam
- Stacy Keach : père d'Adam

## Épisodes

### Épisode 1:Le Regard argentée
- États-Unis /  Canada : 13 novembre 2017 sur CBS[1] / Global
- Belgique : 6 avril 2019 sur RTL-TVI
- France : 12 juillet 2021 sur M6

- États-Unis : 5,38 millions de téléspectateurs[2] (première diffusion)

- Victoria Justice (Sophia)

### Épisode 2:(Re)marié à tout prix
- États-Unis /  Canada : 20 novembre 2017 sur CBS / Global
- Belgique : 6 avril 2019 sur RTL-TVI
- France : 12 juillet 2021 sur M6

- États-Unis : 5,44 millions de téléspectateurs[3] (première diffusion)

- Jonathan Adams (Pastor Carl)

### Épisode 3:Grève contre grève
- États-Unis /  Canada : 27 novembre 2017 sur CBS / Global
- Belgique : 13 avril 2019 sur RTL-TVI
- France : 12 juillet 2021 sur M6

- États-Unis : 5,70 millions de téléspectateurs[4] (première diffusion)

### Épisode 4:Un grand bol d'herbe
- États-Unis /  Canada : 4 décembre 2017 sur CBS / Global
- Belgique : 13 avril 2019 sur RTL-TVI
- France : 13 juillet 2021 sur M6

- États-Unis : 6,42 millions de téléspectateurs[5] (première diffusion)

### Épisode 5:La Contremaîtresse
- États-Unis /  Canada : 11 décembre 2017 sur CBS / Global
- Belgique : 20 avril 2019 sur RTL-TVI
- France : 13 juillet 2021 sur M6

- États-Unis : 5,70 millions de téléspectateurs[6] (première diffusion)

### Épisode 6:Les Nouveaux Voisins
- États-Unis /  Canada : 18 décembre 2017 sur CBS / Global
- Belgique : 4 mai 2019 sur RTL-TVI
- France : 13 juillet 2021 sur M6

- États-Unis : 5,61 millions de téléspectateurs[7] (première diffusion)
- Canada : 743 000 téléspectateurs[8] (première diffusion + différé 7 jours)

- Sherri Shepherd (Joy)
- Tim Meadows (Rudy)

### Épisode 7:La Guerre des héros
- États-Unis /  Canada : 15 janvier 2018 sur CBS / Global
- Belgique : 11 mai 2019 sur RTL-TVI
- France : 14 juillet 2021 sur M6

- États-Unis : 6,68 millions de téléspectateurs[9] (première diffusion)

### Épisode 8:Maman, j'ai raté l'école
- États-Unis /  Canada : 22 janvier 2018 sur CBS / Global
- Belgique : 11 mai 2019 sur RTL-TVI
- France : 14 juillet 2021 sur M6

- États-Unis : 6,74 millions de téléspectateurs[10] (première diffusion)

### Épisode 9:Le Désarmé
- États-Unis /  Canada : 29 janvier 2018 sur CBS / Global
- Belgique : 18 mai 2019 sur RTL-TVI
- France : 14 juillet 2021 sur M6

- États-Unis : 6,64 millions de téléspectateurs[11] (première diffusion)

- Stacy Keach: Joe
- Swoosie Kurtz: Beverly

### Épisode 10:L'Homme le plus attentionné au monde
- États-Unis /  Canada : 5 février 2018 sur CBS / Global
- Belgique : 25 mai 2019 sur RTL-TVI
- France : 15 juillet 2021 sur M6

- États-Unis : 6,46 millions de téléspectateurs[12] (première diffusion)

- Stacy Keach: Joe
- Swoosie Kurtz: Beverly

### Épisode 11:Devine qui vient pour le petit déjeuner, le déjeuner et le dîner
- États-Unis /  Canada : 26 février 2018 sur CBS / Global
- Belgique : 1er juin 2019 sur RTL-TVI
- France : 15 juillet 2021 sur M6

- États-Unis : 5,92 millions de téléspectateurs[13] (première diffusion)

- Stacy Keach: Joe
- Swoosie Kurtz: Beverly

### Épisode 12:Gagnant gagnant
- États-Unis /  Canada : 5 mars 2018 sur CBS / Global
- Belgique : 8 juin 2019 sur RTL-TVI
- France : 15 juillet 2021 sur M6

- États-Unis : 5,90 millions de téléspectateurs[14] (première diffusion)

- Stacy Keach: Joe

### Épisode 13:Crash imminent
- États-Unis /  Canada : 12 mars 2018 sur CBS / Global
- Belgique : 6 juillet 2019 sur RTL-TVI
- France : 16 juillet 2021 sur M6

- États-Unis : 6,35 millions de téléspectateurs[15] (première diffusion)

- Stacy Keach: Joe
- Swoosie Kurtz: Beverly
- Jenna Dewan : Jen

### Épisode 14:Vidéos... et des bas
- États-Unis /  Canada : 19 mars 2018 sur CBS / Global
- Belgique : 3 août 2019 sur RTL-TVI
- France : 16 juillet 2021 sur M6

- États-Unis : 5,45 millions de téléspectateurs[16] (première diffusion)

- Stacy Keach: Joe
- Swoosie Kurtz: Beverly

### Épisode 15:La Bataille des varices
- États-Unis /  Canada : 26 mars 2018 sur CBS / Global
- Belgique : 24 août 2019 sur RTL-TVI
- France : 19 juillet 2021 sur M6

- États-Unis : 5,44 millions de téléspectateurs[17] (première diffusion)

### Épisode 16:Tel est pris
- États-Unis /  Canada : 9 avril 2018 sur CBS / Global
- Belgique : 14 septembre 2019 sur RTL-TVI
- France : 19 juillet 2021 sur M6

- États-Unis : 5,48 millions de téléspectateurs[18] (première diffusion)

### Épisode 17:Roi d'un jour
- États-Unis /  Canada : 16 avril 2018 sur CBS / Global
- Belgique : 21 septembre 2019 sur RTL-TVI
- France : 20 juillet 2021 sur M6

- États-Unis : 5,06 millions de téléspectateurs[19] (première diffusion)

### Épisode 18:La Méthode Burns
- États-Unis /  Canada : 30 avril 2018 sur CBS / Global
- Belgique : 1er mars 2020 sur RTL-TVI
- France : 20 juillet 2021 sur M6

- États-Unis : 4,79 millions de téléspectateurs[20] (première diffusion)

### Épisode 19:On déteste le fric
- États-Unis /  Canada : 7 mai 2018 sur CBS / Global
- Belgique : 27 juillet 2020 sur RTL-TVI
- France : 21 juillet 2021 sur M6

- États-Unis : 4,91 millions de téléspectateurs[21] (première diffusion)

### Épisode 20:On a une fille
- États-Unis /  Canada : 14 mai 2018 sur CBS / Global
- Belgique : 2020 sur RTL-TVI
- France : 21 juillet 2021 sur M6

- États-Unis : 5,46 millions de téléspectateurs[22] (première diffusion)

### Épisode 21:Entreprise familiale
- États-Unis /  Canada : 21 mai 2018 sur CBS / Global
- Belgique : 2020 sur RTL-TVI
- France : 22 juillet 2021 sur M6

- États-Unis : 5,46 millions de téléspectateurs[23] (première diffusion)